# Bradenton Beach
Bradenton Beach és una població dels Estats Units a l'estat de Florida. Segons el cens del 2000 tenia 1.482 habitants.

## Demografia
Segons el cens del 2000, Bradenton Beach tenia 1.482 habitants, 803 habitatges, i 391 famílies. La densitat de població era de 1.040,4 habitants per km².
Dels 803 habitatges en un 11,2% hi vivien nens de menys de 18 anys, en un 40,3% hi vivien parelles casades, en un 5,9% dones solteres, i en un 51,2% no eren unitats familiars. En el 40,1% dels habitatges hi vivien persones soles el 13,1% de les quals corresponia a persones de 65 anys o més que vivien soles. El nombre mitjà de persones vivint en cada habitatge era d'1,85 i el nombre mitjà de persones que vivien en cada família era de 2,4.
Per edats la població es repartia de la següent manera: un 10,6% tenia menys de 18 anys, un 4,5% entre 18 i 24, un 24,9% entre 25 i 44, un 35,2% de 45 a 60 i un 24,9% 65 anys o més.
L'edat mediana era de 50 anys. Per cada 100 dones de 18 o més anys hi havia 102 homes.
La renda mediana per habitatge era de 32.318 $ i la renda mediana per família de 46.583 $. Els homes tenien una renda mediana de 26.146 $ mentre que les dones 20.772 $. La renda per capita de la població era de 22.850 $. Entorn del 3,9% de les famílies i el 7,3% de la població estaven per davall del llindar de pobresa.

## Poblacions més properes
El següent diagrama mostra les poblacions més properes.